# Hetepheres I
Hetepheres I – córka władcy starożytnego Egiptu Huniego, siostra przyrodnia i żona Snofru, matka Cheopsa. Zmarła najprawdopodobniej już w trakcie panowania syna.
Jej grobowiec został odkryty przypadkowo w lutym 1925 r. niedaleko piramidy Cheopsa w Gizie przez fotografa pracującego dla ekspedycji Uniwersytetu Harvarda i Muzeum Sztuk Pięknych w Bostonie, kierowanej przez George'a Reisnera. W tamtych czasach był to jedyny dotąd nienaruszony grób z okresu Starego Państwa. Był on umieszczony na dnie pionowego szybu o głębokości ok. 30 m. Wewnątrz komory grobowej znajdował się alabastrowy sarkofag, zapieczętowane skrzynie kanopskie z wewnętrznymi organami zmarłej oraz wyposażenie grobowe, z którego zachowały się przez tysiąclecia jedynie złote i srebrne elementy wraz z inkrustacją z drogich kamieni, gdyż drewniane części uległy przez tysiąclecia zniszczeniu. Zachowane elementy pozwoliły jednak na późniejszą rekonstrukcję wyposażenia grobowego, które stanowi dziś część ekspozycji Muzeum Egipskiego w Kairze.
Sarkofag został otworzony 3 lutego 1927 r. i okazał się pusty. Wysunięto szereg hipotez, mających wytłumaczyć brak mumii królowej we wcześniej niepenetrowanym grobie oraz brak nadbudowy nad szybem:
- Królowa, przeżywszy męża, została pochowana koło niego w Dahszur, w pobliżu Czerwonej Piramidy, rabusie włamali się jednak do grobu i wykradli ciało, aby zabrać klejnoty znajdujące się między bandażami. Kapłani, którzy donieśli Cheopsowi o rabunku, ukryli przed nim fakt braku mumii matki. Cheops nakazał, za ich radą, przenieść mumię matki, wraz z ocalałym wyposażeniem grobowym, na dno zwykłego wykopu nie oznaczonego żadnym pomnikiem, aby nic nie zdradzało istnienia grobu (Kwiatkowski).
- Grobowiec w wykopie był tylko grobem zastępczym do czasu ukończenia piramidy dla królowej (Schneider).